# Academy of Country Music Awards
Academy of Country Music Awards é uma premiação anual da música country dos Estados Unidos.
A Academy of Country Music Awards, também conhecida como ACM Awards, foi realizada pela primeira vez em 1966, celebrando as conquistas da indústria durante o ano anterior. Foi o primeiro programa de premiação de música country realizado por uma grande organização. O troféu característico da academia, o "chapéu", foi criado pela primeira vez em 1968. As premiações foram transmitidas pela primeira vez em 1972 pela ABC. Em 1979, a academia se uniu à Dick Clark Productions para produzir o evento. Dick Clark e Al Schwartz foram produtores, e Gene Weed foi o diretor. Sob sua orientação, o evento passou para a NBC em 1979, depois para a CBS em 1998 e, em 2022, para o Amazon Prime Video.
Em 2003, a academia adotou uma versão mais moderna do troféu "chapéu", agora fabricado pela empresa Society Awards, de Nova York. Em 2004, a organização implementou a votação online para os membros profissionais, tornando-se o primeiro programa de premiação televisivo a fazer isso. O prêmio de "Entretenedor do Ano" foi decidido por votos de fãs por oito anos, até 2016, quando a ACM anunciou a decisão de abandonar a votação online para esse prêmio e para as três categorias de novos artistas.

A 60ª edição dos ACM Awards será realizada no Ford Center at the Star, em Frisco, Texas, no dia 8 de maio de 2025.